# Androsacemyia alatavica
Androsacemyia alatavica är en tvåvingeart som beskrevs av Fedotova 1992. Androsacemyia alatavica ingår i släktet Androsacemyia och familjen gallmyggor.
Artens utbredningsområde är Kazakstan. Inga underarter finns listade i Catalogue of Life.